# 伊菲加
36°40′N 4°25′E / 36.667°N 4.417°E

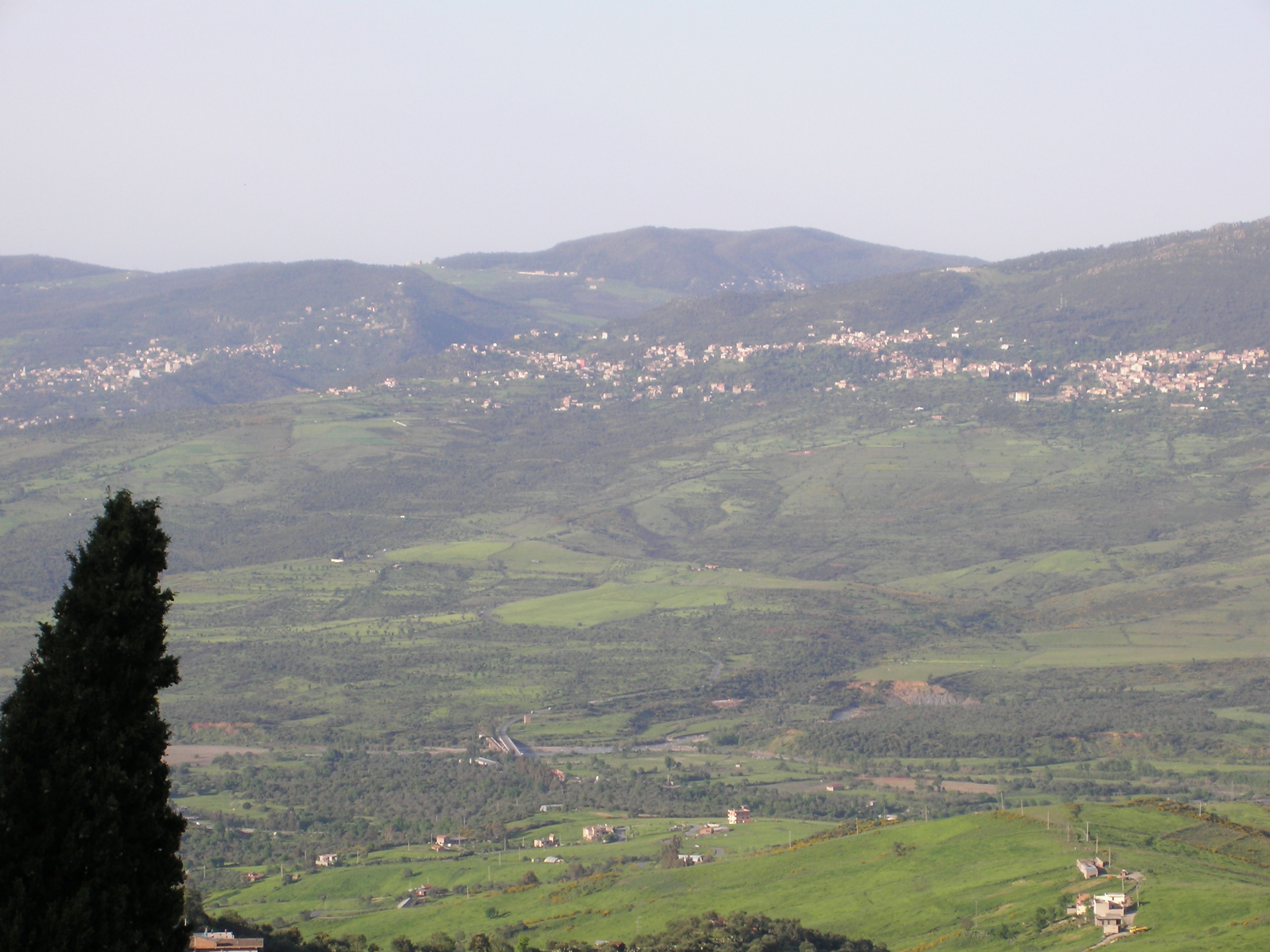
伊菲加

伊菲加（阿拉伯语：‎），是阿爾及利亞的城鎮，位於該國北部提濟烏祖省，由阿扎茲加區負責管轄，面積47平方公里，2008年人口9,160，人口密度每平方公里195人。